# 鹿野山房
.
鹿野山房，原林森别墅，位于中国江西省九江市庐山黄龙路1号（1274号），即黄龙寺旁。1930年代国民政府主席林森兴建。此处远离牯岭市区， 环境幽静，建筑单层毛石砌筑，低调朴素，有隐逸之风。建筑名称颇有佛教意味。
1987年，原林森别墅公布为第一批庐山风景名胜区文物保护单位。
1928年，林森曾与好友陈铭枢、蒋光鼐、黄居素、李一平在庐山集资购买一座别墅，取名“交芦精舍”。